# Poemas de la Alhambra

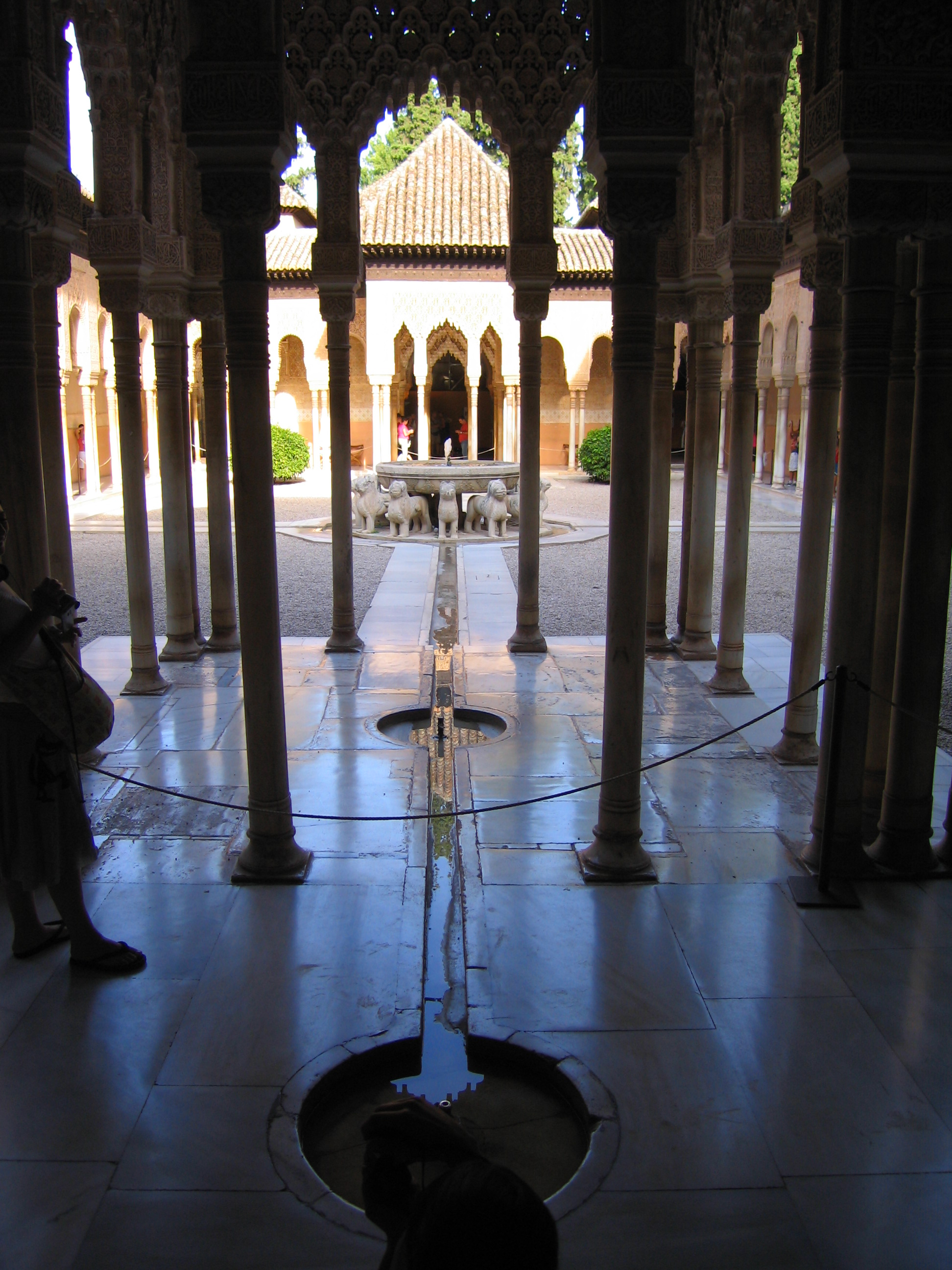
Patio de los leones de la Alhambra.

Poemas de la Alhambra es un álbum con música andalusí, sobre poemas de Ibn Zamrak que decoran las paredes y las fuentes de la Alhambra, interpretado por Eduardo Paniagua y El Arabí Serghini.

## Listado de canciones
1. ¡Oh Mi Sostén, Mi Norte, Tú! Anonymous, Ibn Zamrak. 1:51
2. Soy Corona en la Frente de Mi Puerta. Ibn Zamrak 3:16[1]
3. El Oh la Mansión del Trono Real. Anonymous, Ibn Zamrak. 2:54
4. Fuente de Leones, Flujo de Nube. Ibn Zamrak. 1:49
5. Leones de la Guerra (instrumental). Ibn Zamrak. 1:02
6. Bendito Aquel Que Dio Al Imán Mohammed. Ibn Zamrak. 4:59[1]
7. ¿No Aquí Hay Prodigios Mil?. Ibn Zamrak. 2:03
8. Jardín del Paraíso. Ibn Zamrak. 2:57
9. Todo Arte Me Ha Brindado Su Hermosura. Ibn Zamrak. 1:33
10. Diáfano Tazón, Tallada Perla (instrumental). Ibn Zamrak. 1:56
11. No Ves Cómo el Tazón Que Inunda el Agua Ibn Zamrak. 6:41
12. No Estoy Sola. Ibn Zamrak. 2:08
13. Pléyades de Noche Aquí Se Asilan. Ibn Zamrak. 7:55
14. Jardín Tan Verdeante (instrumental). Ibn Zamrak. 3:10
15. A Tal Extremo Llegó en Mis Encantos. Ibn Zamrak. 11:16
16. Mi Agua Es Perlas Fundidas. Ibn Zamrak. 5:17
17. En Mi, a Granada Ve Desde Su Trono. Ibn Zamrak. 4:57

## Comentario
Las canciones se basan en poemas ubicados en distintos sitios de la Alhambra del Palacio de Comares los tres primeros poemas, el resto de las canciones están basadas en poemas del Palacio de los leones